# Konfederacja tarnogrodzka

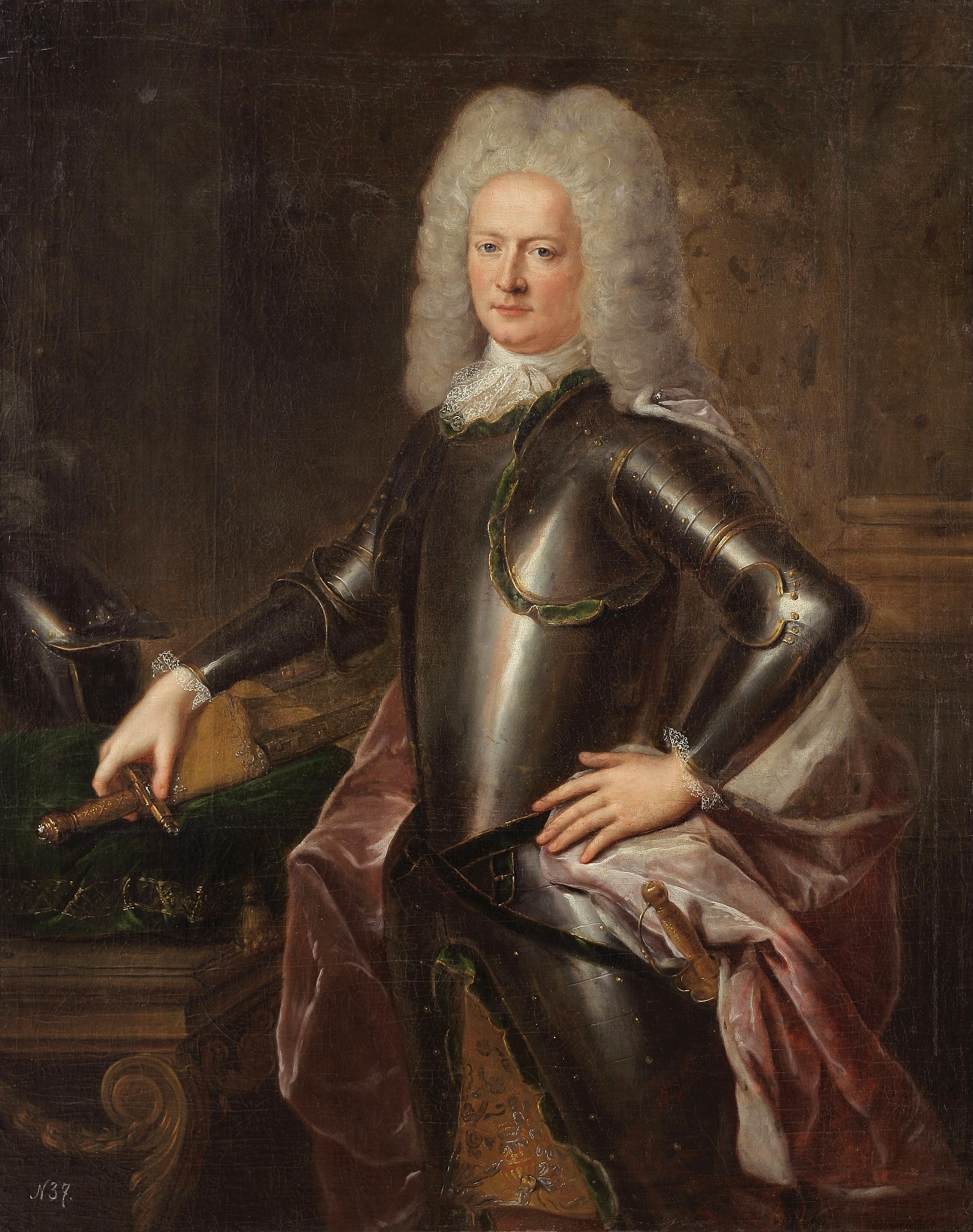
Jacob von Flemming

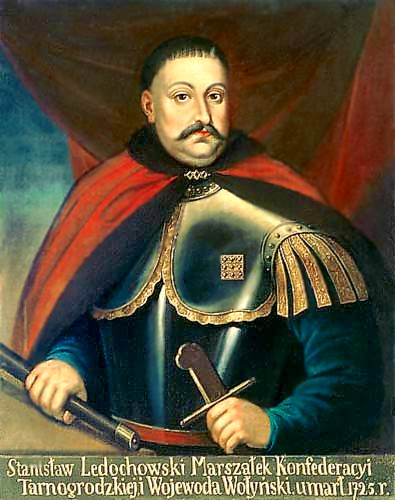
Marszałek generalny konfederacji Stanisław Ledóchowski

Konfederacja tarnogrodzka – związek szlachty zawiązany 26 listopada 1715 roku w Tarnogrodzie przeciwko brutalnemu stacjonowaniu wojsk saskich w Polsce i tym samym przeciwko królowi Polski Augustowi II Mocnemu. Po nierozstrzygniętej wojnie domowej i nieudanych rokowaniach w Rawie, na wniosek szlachty o mediację poproszony został car moskiewski Piotr I, którego wojska także stacjonowały w Rzeczypospolitej. Spór zakończony został traktatem warszawskim w 1716 roku, który przyjęto na sejmie niemym w 1717 roku, po którym nastąpiło 15 lat pokoju.

## Geneza
W okresie kryzysu wschodniego 1710 roku (w Wielkim Księstwie Litewskim) do Rzeczypospolitej wprowadzono wojska saskie, pod pretekstem zagrożenia ze strony Turcji (która nie ratyfikowała Pokoju karłowickiego) i szwedzkiego. Turcja sprzymierzona była ze Szwecją i wspierała roszczenia Karola XII i Stanisława Leszczyńskiego, jednak w wyniku klęski zadanej jej w walce z Austrią i Wenecją, 22 kwietnia 1714 roku zawarto traktat pokojowy z Augustem II, zażegnując to zagrożenie. W latach 1709–1714 w kraju powoli wygasały walki pomiędzy zwolennikami Augusta II i Leszczyńskiego, a do kraju powoli powracali stronicy tego drugiego.
Utrzymanie 26 tys. żołnierzy saskich spadło na szlachtę. Specjalnie w tym celu w Warszawie powołano Generalny Komisariat Saski, który miał się zajmować pobieraniem kontrybucji na utrzymanie tych wojsk, stosując metody przypominające okupacyjne metody wojsk szwedzkich sprzed paru lat. Proceder ten był jawnym złamaniem praw szlacheckich, gdyż nakładał nowe podatki bez zgody szlachty, tym bardziej że przerzucając koszty utrzymania na Polskę, odciążono skarb saski.
Jednak wprowadzenie wojsk saskich do Polski miało także inne znaczenie, bowiem było ono częścią planu zreformowania m.in. wojska polskiego. Łatwa do przewidzenia reakcja szlachty polskiej i nadużycia wojska saskiego miały spowodować protest szlachty, w którym mediatorem miał być król, który przy okazji chciał narzucić swoje reformy w duchu absolutyzmu.
Wobec brutalnych działań ze strony wojsk sojuszniczych, obkładana kontrybucjami szlachta zaczęła sprzeciwiać się im zbrojnie. Było to także związane z fatalnymi nastrojami społecznymi po epidemii dżumy trwającej do 1713 roku, która doprowadziła do śmierci aż jednej trzeciej ogółu ludności oraz klęski nieurodzaju w 1713 roku. W jej wyniku Komisariat Saski zaczął pobierać w Małopolsce kontrybucję nie w naturze jak wcześniej, ale w pieniądzu żądając 25 tymfów z dymu. W 1714 roku wystąpienia szlachty przeciwko wojskom saskim zaczęły się rozprzestrzeniać. Senatorowie odmówili królowi poparcia, a szlachta zawiązała konfederacje wojewódzkie.
Szlacheccy konfederaci, występując przeciw obecności wojsk saskich w Polsce, zwrócili się jednocześnie z prośbą o mediację do cara Piotra I, który wyraził na to zgodę chcąc wykorzystać sytuację dla wzmocnienia swoich wpływów.
Dodatkowym czynnikiem wpływającym na wszystkie te czynniki wpłynęły niekorzystnie na warunki ekonomiczne ogółu ludności, w tym szlachty.

## Przebieg
Pierwszym starciem była stoczona 8 października 1715 roku bitwa pod Radogoszczą, gdzie konfederaci rozbili saski regiment.
26 listopada 1715 roku w Tarnogrodzie oficjalnie zawiązano konfederację generalną. Marszałkiem generalnym został Stanisław Ledóchowski. Za cel konfederaci postawili doprowadzenie do wyjścia wojsk saskich oraz odsunięcie urzędników saskich od wtrącania się w wewnętrzne sprawy Rzeczypospolitej.
Do konfederacji przyłączyła się część wojska koronnego i litewskiego. Hetmani wielcy koronny i litewski Adam Mikołaj Sieniawski i Ludwik Pociej, powiązani z Rosją, nie zdecydowali się na poparcie żadnej ze stron konfliktu. Działania wojenne w trakcie konfederacji tarnogrodzkiej miały charakter wojny podjazdowej.
W listopadzie 1715 roku wojska saskie rozpoczęły ofensywę pod dowództwem Jakuba Henryka Flemminga i przekroczyły Wisłę pod Sandomierzem rozbijając broniącą jej husarię i zajęły podstępem Zamość. Za pośrednictwem senatorów w styczniu 1716 w Rawie Ruskiej zawarty został rozejm między konfederatami a wojskami saskimi. Konflikt miał zostać rozstrzygnięty na zwołanym w tym celu sejmie. Rozejm okazał się nietrwały – po zwycięstwie konfederatów w lutym 1716 roku w bitwie pod Ryczywołem zawiązała się konfederacja w Wielkopolsce i na Litwie. Konfederaci opanowali garnizony w Częstochowie, Wieruszowie, Piotrkowie, Kaliszu, Wschowie. Piotr I, który nie chciał dopuścić do wzmocnienia pozycji Augusta II, obiecał konfederatom pomoc w usunięciu wojsk saskich, a nawet detronizację króla. Siły konfederatów wynosiły w lutym 1716 r. 2260 husarii, 7500 pancernych, blisko 3900 jazdy lekkiej, 3100 arkebuzerii, 5900 porcji dragonii, 13 170 porcji piechoty (w tym 7 batalionów samodzielnych) w sumie blisko 36 tys. żołnierza i do pospolitego ruszenia w liczbie od 6 tys. do kilkunastu.
Po początkowym poparciu Augusta II na stronę konfederatów przeszedł Chryzostom Gniazdowski. Wsławił się dowództwem niejednego zwycięstwa konfederatów. Zadał Sasom krwawe straty pod Lesznem i Środą Wielkopolską. W kwietniu 1716 w Środzie stworzył konfederację województw wielkopolskich.
W czerwcu 1716 roku konfederaci pokonali Sasów w II bitwie pod Sokalem.
Rokowania rozpoczęły się w czerwcu 1716 w Lublinie. W imieniu cara rozmowy prowadził jego przedstawiciel Grzegorz Dołgorukow oraz Aleksandr Daszkow. Zostały zerwane, gdy w lipcu konfederaci pokonali Sasów w bitwie pod Lesznem i przede wszystkim zdobyli Poznań pod dowództwem Gniazdowskiego. Natomiast Sasi w Sandomierzu za złamanie rozejmu w lipcu powiesili Mikołaja Łaściszewskiego, co bardzo wzburzyło konfederatów. W dniu 5 października 1716 roku konfederaci przegrali z Sasami kluczową bitwę pod Kowalewem. Doprowadziło to do podjęcia kolejnych negocjacji prowadzonych w Gdańsku i Lublinie.

## Skutki
Podczas rokowań strony ustaliły, że:
- zostanie przeprowadzona reforma skarbowo-wojskowa, w związku z którą uzgodniona została nowa taryfa dóbr, która określała, do czyich majątków zostaną wprowadzone oddziały wojskowe, odtąd przypisane do nich na stałe. Komput wojska miał liczyć 24 tys. żołnierzy – 18 tys. w Koronie i 6 tys. w Wielkim Księstwie Litewskim.
- nastąpi opisanie urzędów określając ich kompetencje, m.in. hetmanów, kanclerzy i wielu innych urzędników ograniczając ich prerogatywy i będąc pod ścisłą kontrolą sejmu.
- August II Mocny zgodził się wyprowadzić swoje wojska z Rzeczypospolitej. Odtąd miały prawo wkroczyć jedynie w nadzwyczajnych okolicznościach i za zgodą sejmu. Pozostawił sobie jedynie gwardię liczącą 1,2 tys. żołnierzy, paradną formację, która uświetniała jego pobyt w kraju.
- sascy ministrowie nie mogli ingerować w wewnętrzne sprawy polskie i litewskie
- postanowiono, że zostanie przeprowadzona reforma sejmików, które miały m.in. stracić prawo do nakładania podatków i zaciągania wojsk

Traktat warszawski podpisano 3 listopada 1716 roku i został zatwierdzony na Sejmie niemym, po którym nastąpiło 15 lat pokoju i odbudowy gospodarki.
Car moskiewski wystąpił jedynie jako mediator, bo ani konfederaci, ani król nie zgodzili się, żeby stał się gwarantem porozumienia. Zobowiązał się wycofać swe wojska, gdy tylko sytuacja wewnętrzna w Rzeczypospolitej się uspokoi i uczynił to w 1719 roku.

## Bitwy
- 8 października 1715 – bitwa pod Radgoszczą
- luty 1716 – bitwa pod Ryczywołem
- czerwiec 1716 – II bitwa pod Sokalem
- lipiec 1716 przed oblężeniem Poznania – bitwa pod Lesznem
- 24 lipca 1716 – Oblężenie Poznania
- 5 października 1716 – bitwa pod Kowalewem